# Sanctity
Sanctity est un groupe de heavy metal américain, originaire de Asheville, en Caroline du Nord. Ils se forment en 2000, et publient un album, Road to Bloodshed, le 24 avril 2007. Zeff dirige par la suite un projet distinct appelé Graveyard Fields. Jeremy, Jared et Derek ont aussi un projet musical en commun.

## Biographie
Sanctity est formé en 2000 à Asheville, en Caroline du Nord. Après de nombreuses tournées autour de la Caroline du Nord, du Tennessee et de la Caroline du Sud, Sanctity fait une pause après la participation de Trivium à l'un de leurs concerts en Caroline du Sud. Matt Heafy (chanteur du groupe Trivium), impressionné par ce qu'il a vu, reçoit l'enregistrement du groupe, et le transmet à Monte Conner, vice-président de l'A&R au label Roadrunner Records.
À la fin de 2005, le groupe auto-finance et produit un clip vidéo pour leur chanson Zeppo, avec le réalisateur Ramon Boutviseth. Ils signent avec Roadrunner Records, et tournent aux États-Unis en première partie de DragonForce, durant la première moitié de 2006. Dave Mustaine de Megadeth assiste à la performance de Sanctity à l'un de ces spectacles et invite personnellement le groupe à rejoindre son festival d'été Gigantour. Plus tard cette année, Sanctity fait les premières parties de Trivium sur leurs premières tournées en tête d'affiche des États-Unis, et Children of Bodom sur leur tournée américaine à la fin de l'année. 
Le groupe publie son premier album Road to Bloodshed le 24 avril 2007, à la suite de la production et de la diffusion du clip vidéo pour Beneath the Machine, également réalisé par Boutviseth. Ils suivent, au début de 2007, Trivium à leur tournée européenne avec Gojira et Annihilator, et offrent au groupe de Zakk Wylde, Black Label Society, les premières parties de leur tournée américaine de printemps. Après l'achèvement d'une tournée américaine d'été avec le groupe de metal progressif Symphony X, Sanctity se lance dans une autre tournée américaine pour suivre Machine Head aux côtés de Arch Enemy et Throwdown. Le clip vidéo pour Beloved Killer est publié peu de temps après. En octobre 2007, le groupe se lance dans sa première tournée en tête d'affiche, au Royaume-Uni avec Evile et Romeo Must Die.
En 2008, Sanctity effectue plusieurs changements. Sanctity confirme la rumeur comme quoi Jared MacEachern (chant et guitare) et Derek Anderson (basse) quittent le groupe pour raisons personnelles. Le groupe avait initialement prévu d'annoncer un nouveau membre, Brian Stephenson (Aggressor, ex-Annihilator), à la guitare pendant la tournée avec Sonata Artica, mais les choses avaient changées dans les deux derniers mois. Jared venait juste d'avoir une belle petite fille en décembre et décide que d'être un bon père était la chose la plus importante et Sanctity était d'accord avec lui. Pendant ce temps, à la suite d'un changement de situation et d'une décision commune avec le groupe, Derek quitte Sanctity.

## Membres

### Derniers membres
- Zach Jordan - guitare rythmique
- Zeff Childress - guitare solo
- Scott Smith - guitare basse
- Jeremy London - batterie

### Anciens membres
- Nate Queen - chant
- Brian Stephenson - chant
- Jared MacEachern - chant, guitare rythmique
- Derek Anderson - basse
- Billy Moody - basse
- Joey Cox - chant
- Danny Lanier - basse

## Discographie
- 2007 : Road to Bloodshed

### Clips vidéos
| Date | Titre               | Producteur       | Album             | Lien                                              |
| ---- | ------------------- | ---------------- | ----------------- | ------------------------------------------------- |
| 2005 | Zeppo               | Ramon Boutviseth | Road to Bloodshed | (en) [vidéo] « Zeppo », sur YouTube               |
| 2007 | Beneath the Machine | Ramon Boutviseth | Road to Bloodshed | (en) [vidéo] « Beneath the Machine », sur YouTube |
| 2007 | Beloved Killer      | Ramon Boutviseth | Road to Bloodshed | (en) [vidéo] « Beloved Killer », sur YouTube      |

## Distinctions
| Date           | Titre                                  | Donateur                          |
| -------------- | -------------------------------------- | --------------------------------- |
| Fin 2007       | Meilleur nouveau groupe                | Total Guitar Magazine, numéro 170 |
| Fin 2007       | 9e meilleur nouveau venu international | Rocksound Magazine                |
| Printemps 2008 | 2e meilleur nouveau groupe             | MetaHammer Magazine               |